# Ephedra dahurica
Ephedra dahurica là một loài thực vật hạt trần trong họ Ephedraceae. Loài này được Turcz. mô tả khoa học đầu tiên năm 1854.